# Murder by Television
Murder by Television (Asesinato por televisión) es una película de misterio del año 1935 protagonizada por el actor Béla Lugosi en el papel principal. Fue conocida en los Estados Unidos también como The Houghland Murder Case (El caso del asesinato de Houghland) (USA).

## Trama resumida
James Houghland, inventor de un nuevo método por el cual las señales de televisión pueden ser vistas instantáneamente en cualquier lugar del planeta, se niega a vender la patente del invento a cualquier compañía de televisión, por esto las compañías envían agentes para tomar el invento y el modo de desarrollarlo. Durante la noche de la primera retransmisión Houghland es misteriosamente asesinado en mitad de la demostración y recae sobre el jefe de Policía Nelson la responsabilidad de determinar quién es el asesino de entre todos los sospechosos presentes.